# Kuruix
Kuruix (en rus: Куруш) és un poble de la república del Daguestan, a Rússia. Segons el cens del 2010 tenia 7.327 habitants.